# ماهی جنگی
ماهی جنگی (به انگلیسی: Rumble Fish) نام فیلم درامی به کارگردانی فرانسیس فورد کاپولا است که در سال ۱۹۸۳ ساخته شد. فیلم براساس رمانی به همین نام از اس.ای. هینتون و با مشارکت خود او به عنوان فیلمنامه‌نویس و با انبوهی از ستارگان سینما ساخته شد.
موضوع فیلم دربارهٔ رابطه میان یک جوان موتورسوار که سابقه احترام‌آمیزی از رهبری یک گروه اوباش موتورسواری را داشته با برادرش، راستی جیمز، که آرزوی شبیه شدن به برادرش را دارد است.
کاپولا فیلمنامه را با همکاری هینتون و زمانی که از فیلم‌برداری بیگانگان فراغت داشت نوشت. فیلم خصوصاً برای سبک و لحن آوانگارد با ته‌مایه‌های نوآر و فیلمبرداری سیاه و سفید با کنتراست بالا که از فرایند فیلمبرداری کروی استفاده کرده و همچنین به دلیل اشاراتی که به موج نوی فرانسه و اکسپرسیونیسم آلمان دارد، شناخته می‌شود. موسیقی متن فیلم، موسیقی تجربی اثر استوارت کاپلند درامر گروه پلیس است که از میوسینک در ساخت آن بهره برده‌است. رمان ماهی مهاجم توسط یوسف نجفی جابلو به فارسی ترجمه شده‌است.

## بازیگران
- مت دیلون - راستی جیمز
- میکی رورک - پسر موتورسوار (برادر راستی جیمز)
- دیان لین - پتی
- دنیس هوپر - پدر راستی جیمز
- دیانا اسکاروید - کاساندرا
- وینست اسپنو - استیو
- نیکلاس کیج - اسموکی
- کریس پن - بی. جی جکسن
- ویلیام اسمیت - افسر پترسن
- تام ویتس - بنی
- سوفیا کاپولا - دونا

## ویژگی‌ها
در فیلم، زمان از چیزی که کاراکترها حس می‌کنند سریع‌تر می‌گذرد این تم نامانوس توسط صحنه‌های از ابرها که سریعاً در حال حرکت و موج و خروش هستند نمایش داده شده‌است. فیلمبرداری سیاه و سفید در واقع برای القای حس کوررنگی پسر موتورسوار استفاده شد اما همزمان حس فیلم‌های نوآر را نیز با استفاده مکرر از زوایای مورب، ترکیب‌بندی‌های اغراق‌شده، کوچه‌های تاریک و خیابان‌های مه‌گرفته می‌داد.

## بازخورد
در اولین نمایش فیلم که در فستیوال فیلم نیویورک پخش شد، بسیاری از تماشاچیان در میانه فیلم از سالن خارج شدند و در انتها نیز بسیاری فیلم را هو کردند. رئیس پیشین پارامونت پیکجرز، مایکل داری، رابرت ایوانز تهیه‌کننده اسطوره‌ای ماهی جنگی را بعد از پایان فیلم اینطور به یاد می‌آورد: ایوانز برای دیدن فیلم آمد و از مسیر مستقل فیلم نسبت به هالیوود شوکه شد. ایوانز می‌گوید که ترسیده بود و هیچ‌چیزی از فلم نفهمیده بود.